# Hřídel

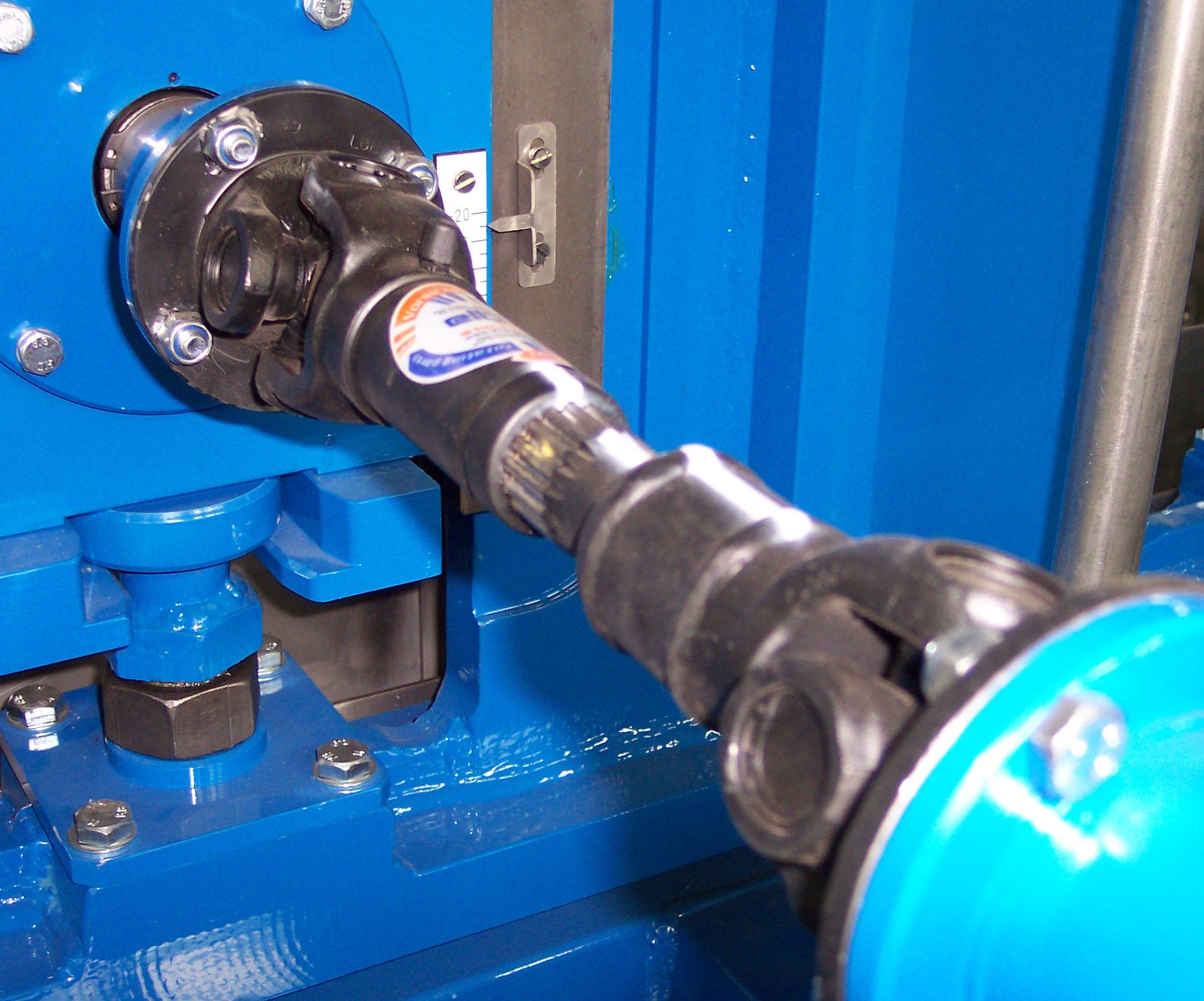
Kardanův hřídel

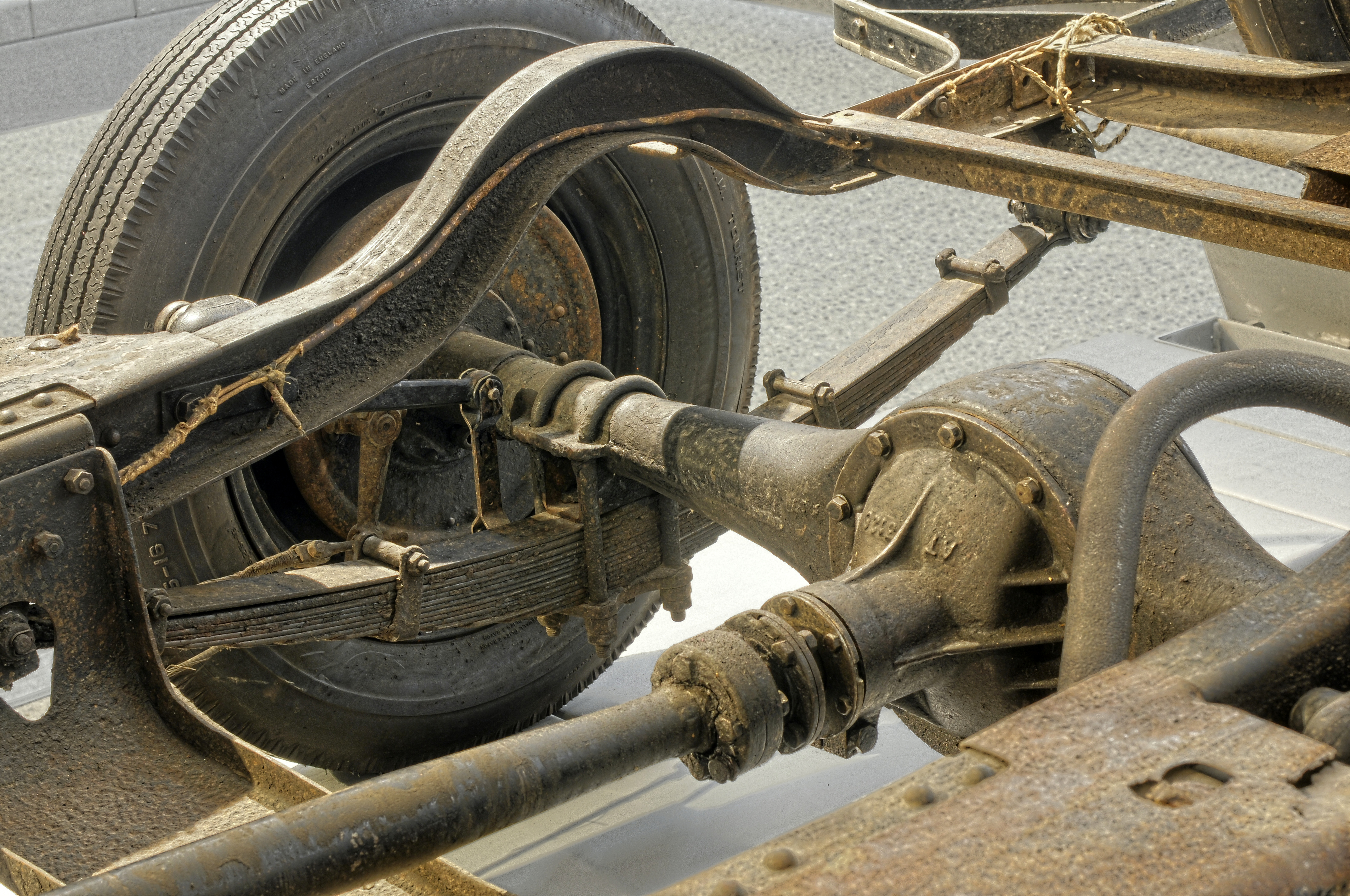
Škoda 422

Hřídel je podlouhlá rotační součást strojů. Obvykle jsou na ni připevněny další součásti, které se spolu s hřídelí otáčejí kolem její osy. Sama je ke stroji upevněna pomocí jednoho nebo několika ložisek. Podle funkce a namáhání se hřídele dělí na nosné (neboli osy) a hybné.

## Rozdělení
- nosné: většinou uchyceny pevně v rámu, otáčí se na nich součásti nebo se otáčí i hřídel s uchycenými koly. Nepřenáší krouticí moment, například: čep kladky, osička kola bicyklu.
- hybné: jsou vždy otočné a přenáší kroutící moment. Jsou na nich upevněny strojní součásti (ozubená kola, řemenice...),
- Hybné se dělí
  - dle funkce na:
    - spojovací
    - hnací a hnaná
    - předlohová
    - vačková

  - dle tvaru na:
    - přímé
    - klikové
    - ohebné
    - duté
    - kloubové

## Hřídelové čepy
Součástí hřídelů jsou minimálně dva hřídelové čepy. Slouží k upevnění hřídelů za pomocí ložisek. Čepy mohou být radiální, směr působící síly je kolmo na osu hřídele, nebo axiální, směr působící síly je v ose hřídele. Hřídelové čepy jsou často zaměňovány s čepy spojovacími.

### Druhy hřídelových čepů
- Válcové hřídelové čepy
- Kuželové hřídelové čepy
- Prstencové hřídelové čepy
- Kulové hřídelové čepy
- Patní hřídelové čepy

## Speciální druhy hřídelí
- kliková hřídel
- jalová hřídel
- vačková hřídel
- Kardanův hřídel
- vyvažovací hřídel
- královská hřídel

## Jazyková poznámka
Některá obecná podstatná jména domácí i přejatá, která končí v 1. p. j. č. na souhlásku, např. právě hřídel, můžeme skloňovat buď jako muž. neživ., nebo žen. Vzhledem k tomu, že tvar 1. p. j. č. je u nich pouze jeden, pak to, o který rod při konkrétním užití jde, poznáme právě až při skloňování, a to jen u některých pádových tvarů, popř. až podle tvarové shody s přísudkovým slovesem nebo s rozvíjejícím přídavným jménem. Významově jde o rovnocenné, zaměnitelné varianty: pacientovi byl operován vadný kyčel i pacientovi byla operována vadná kyčel; Václav Cílek je znám svými zajímavými eseji i esejemi. 